# Vestalia
Vestalia est une fête religieuse romaine en l’honneur de Vesta, la déesse du foyer où brûlait continûment le feu sacré de Rome.
Le temple de Vesta dans lequel se déroulait cette cérémonie était si secret, qu’on en sait peu sur le déroulement de cette fête qui, par conséquent, est une question controversée. Les points dominants de ce culte de nature animiste étaient une grande simplicité, une grande propreté, une grande pureté, tels, d’où les nombreuses purifications, les minutieuses précautions avec lesquelles était puisée et apportée l’eau sainte du Numicius ou du Tibre. On sait cependant que cette fête, qui était la principale fête des vestales, en vint également à leur associer, les meuniers et les boulangers, métiers liés à la farine, sans doute en raison de l’une de leurs fonctions essentielles, qui consistait à préparer la mola salsa, farine utilisée lors des sacrifices et cérémonies religieuses.

## Historique
Les Vestales prenaient part à de nombreuses cérémonies du culte, dont les Fordicidia et les Parilia en avril, la course et le sacrifice du cheval au Champ de Mars, en octobre, les Lupercales en février, la cérémonie des Argées, mais Vesta elle-même était célébrée pendant les Vestalies ou Vestalia, période, à Rome, du 7 au 15 juin, dans un rite exaltant les vertus de pureté et de fécondité.
Les Vestalia archaïques ne duraient probablement qu’une journée, le 9 du mois, car c’est la seule journée de ce nom notée sur les calendriers les plus anciens, mais elles ont été portées à neuf jours à l’époque républicaine et impériale, pour aller du 7 au 15 juin. Selon Sabbatucci, la durée était, à l’origine, de trois jours, c’est-à-dire les trois jours impairs compris au centre des neuf, le troisième, le jour des Vestalia proprement dit, le cinquième, la fête de Mater Matuta et le septième, le jour des Eidus (mais, de l’avis de certains, les Eidus étaient initialement un jour mobile et non fixe car il devait coïncider avec la phase lunaire effective, il est plus probable que, aux temps anciens, le troisième jour fut le neuvième ou dernier, connu Q St D F pour Quando Stercus Delatum Fas).
Alors que les jours restants n’étaient qualifiés que de dies religiosi, ces trois jours étaient qualifiés de dies religiosi festi, tout comme l’étaient les trois jours d’ouverture du mundus en aout, octobre et novembre : dans les deux cas, l’« ouverture » mettait en contact avec l’au-delà, le monde des aïeux identifié avec les Pénates ou les divinités du monde souterrain, monde dangereux si l’on n’y accédait pas de manière correcte, ce qui expliquerait le grand nombre de tabous qui s’y attachaient. Aucun mariage n’était autorisé durant cette période au cours de laquelle la Flaminia Dialis (l’épouse du Flamen Dialis, le grand prêtre de Jupiter) devait, en outre, s’abstenir strictement de tout rapport sexuel.

## Célébration

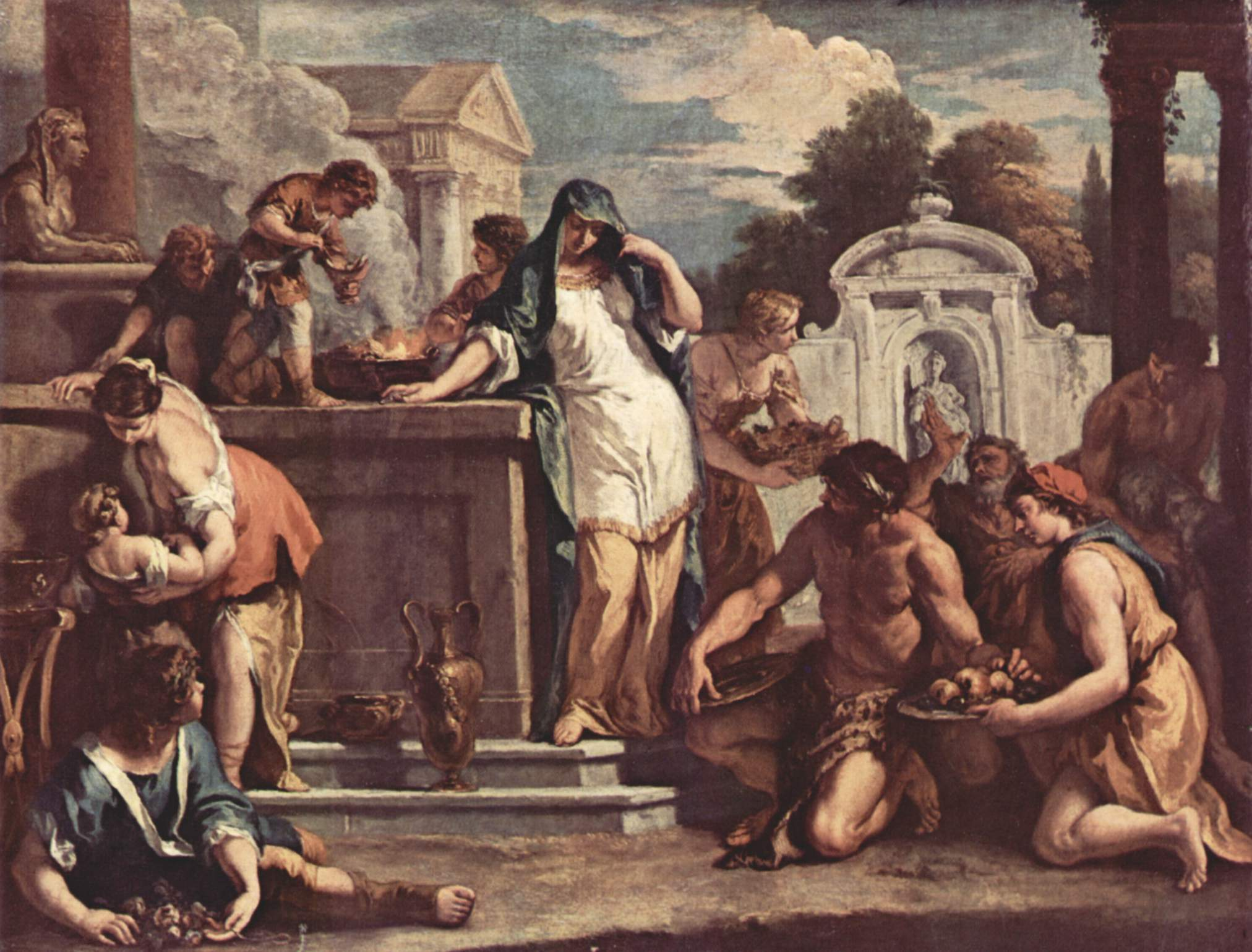
Offrandes à la déesse Vesta de Sebastiano Ricci (1723), Gemäldegalerie Alte Meister de Dresde.

La période des Vestalia commençait avec l’ouverture du penus Vestae (Vesta aperitur), sanctuaire du temple de la déesse habituellement caché par des rideaux : le penus était littéralement le garde-manger de la maison, mais aussi le lieu où la famille conservait les statues des pénates, et de même dans le penus, entouré de nattes, du temple de Vesta étaient conservés, selon de nombreux auteurs, les pénates du peuple romain, mobilier nécessaire aux cérémonies, objets sacrés, figures, statuettes, talismans, emblèmes génésiques, accessibles seulement aux Vestales et aux Pontifes, et soigneusement nettoyés, la veille des Vestalia. Ce jour-là, les matrones se rendaient en pèlerinage à l’Aedes Vestae, qui, autrement, selon Ovide, n’était jamais ouvert. Tant que le rideau restait ouvert, les matrones étaient autorisées à pénétrer, en cheveux et pieds nus, en souvenir des temps anciens où le temple de Vesta était encore entouré de marais, dans l’extérieur du penus Vestae, lieu interdit le reste de l’année à tous et en particulier aux hommes, à l’exception du Pontifex Maximus, pour déposer les offrandes antiques des Lares et des Pénates, des mets placés sur de simples plateaux, à la déesse, en échange de sa bénédiction pour elles et leur famille. Ces offrandes incluaient le sacrifice d’un fœtus de veau retiré du ventre de sa mère.
Le dernier jour (Vesta cluditur), défini par le sigle Q St D F (Quando Stercus Delatum Fas, c’est-à-dire « quand les immondices du temple sont enlevés », le penus Vestae était refermé et l’affliction remplaçait l’allégresse. La Flaminica Dialis observait le deuil, et le temple faisait l’objet d’une purification. Comme avec les Eidus, l’aedes Vestae était nettoyé solennellement et les impuretés portées dans une ruelle située environ à mi-chemin de la voie dite Clivus Capitolinus, fermé par la Porte Stercoraire, avant d’être peut-être jetées dans le Tibre. D’ordinaire, une des charges des Vestales consistait à maintenir le temple dans un état de propreté scrupuleuse. Pour cela, elles devaient le laver entièrement chaque jour avec une eau d’abord puisée à la fontaine des Carmentes, puis, ensuite obtenue dans des conditions spéciales : de l’eau de source ou de fleuve ou de pluie, mais qui n’ait pas passé par des conduits. Cette eau était recueillie, pour les besoins du culte, dans des vases de terre qui ne devaient point reposer sur le sol et, à cet effet, étaient terminés en pointe. Selon Dumézil, le terme « stercus » ne peut référer qu’à des « excréments animaux », cet usage n’étant ainsi qu’« un reste fossilisé du temps antérieur à l’existence de la ville dans lequel une société pastorale devait nettoyer le siège de son feu sacré du stercus. »

## Évolution

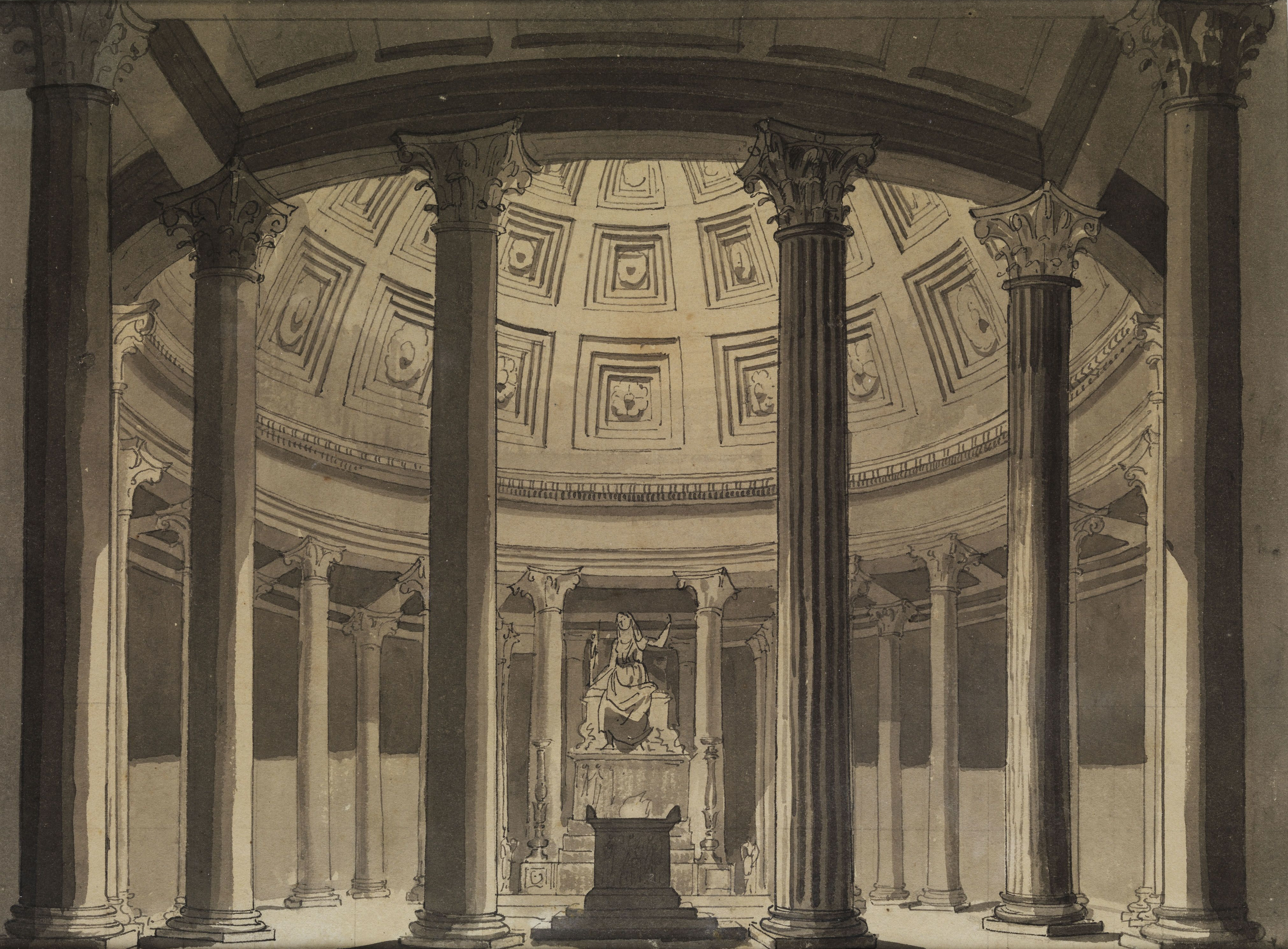
Intérieur du temple de Vesta.

Par la suite, à partir du IIe siècle av. J.-C., les Vestalia sont devenues une fête populaire de la boulangerie, des moulins, où les ânes étaient fêtés. Le 9 juin était fête chômée chez les meuniers et dans les boulangeries, les meules étaient enguirlandées, les ânes couronnés de fleurs portaient des colliers de pain. Ceci est certainement lié à la mola salsa qui, au début, était distribuée au cours des Vestalia. Des rites minutieux avaient été prévus pour la préparation ces gâteaux sacrés qui étaient offerts trois fois l’an à la déesse Vesta à certains jours déterminés. La mola salsa était faite de deux substances d’une intégrité parfaite : de la farine d’épeautre de la qualité la plus fine mêlée à du sel, principe purificateur par excellence. Tout devait y être confectionné de la main des Vestales, depuis la cueillette des épis faite dans un champ spécial par les trois vestales les plus anciennes, jusqu’à la préparation des grains pour les réduire en farine, destinée à être pétrie avec du sel dans de l’eau sacrée, conservée dans de petits tonneaux, et à la cuisson des gâteaux dans un four spécial. Le moulin et le four destinés à ces usages ont été retrouvés dans la Maison des Vestales, au Forum. Ce pain employé « ad sacra », aux Cerealia comme aux Vestalia, était dit panis castus ou mola casta : le terme de « castus » signifiait l’abstinence des rapports sexuels.